# Crypturellus transfasciatus
El Perdiz de ceja pálida (Crypturellus transfasciatus) es un tipo de Tinamidae que se encuentra en los bosques secos tropicales en el Perú y Ecuador.

## Etimología
Crypturellus está formado por tres palabras en latín o griego. Kruptos significa cubierto u oculto, oura significa cola y ellus significa diminutivo. Por lo tanto Crypturellus significa pequeña cola oculta.

## Taxonomía
Esta es una especie monotípica. Todas las perdices son de la familia Tinamidae y en un gran esquema también de las ratites. A diferencia de otras aves corredoras, las perdices pueden volar, aunque en general no son buenas voladoras. Todas las aves corredoras evolucionaron desde la prehistoria a las aves que vuelan, y las perdices son el pariente vivo más cercano de estas aves.

## Descripción
La Perdiz de ceja pálida es de aproximadamente 28 cm (11 pulgadas) de longitud. Se reconoce por su color marrón grisáceo en la capa superior, que es negro con finos dibujos, y una garganta blanca, mientras que el resto de sus partes inferiores son gris a beige. Sus patas son de color rosa.